# Mary Beth Arnold
Mary Beth Arnold (Reno, 11 de julho de 1981) é uma ex-ginasta estadunidense, que competiu em provas de ginástica artística.
Mary fez parte da equipe estadunidense que disputou o Campeonato Mundial de 1995, em Sabae. Nele, foi membro da seleção medalhista de bronze por equipes, superada pelas chinesas e romenas, prata e ouro. Individualmente, foi a 158ª colocada na primeira fase da classificação do individual geral. No mesmo ano, ao lado de Shannon Miller, Amanda Borden, Amy Chow, Katherine Teft, Jaycie Phelps e Dominique Dawes, conquistou a medalha de ouro na prova coletiva dos Jogos Pan-Americanos de 1995, em Mar del Plata, na Argentina.